# Glukonat 2-dehidrogenaza (akceptor)
Glukonat 2-dehidrogenaza (akceptor) (EC 1.1.99.3, glukonatna oksidaza, glukonatna dehidrogenaza, glukonska dehidrogenaza, D-glukonatna dehidrogenaza, gluconska kiselina dehidrogenaza, 2-ketoglukonatna reduktaza, D-glukonatna dehidrogenaza, 2-keto-D-glukonat formirajuća, D-glukonat:(akceptor) 2-oksidoreduktaza) je enzim sa sistematskim imenom D-glukonat:akceptor 2-oksidoreduktaza. Ovaj enzim katalizuje sledeću hemijsku reakciju
-glukonat + akceptor {\displaystyle \rightleftharpoons } 2-dehidro-D-glukonat + redukovani akceptor
Ovaj enzim je flavoprotein (FAD).

## Literatura
- Nicholas C. Price; Lewis Stevens (1999). Fundamentals of Enzymology: The Cell and Molecular Biology of Catalytic Proteins (Third изд.). USA: Oxford University Press. ISBN 019850229X.
- Eric J. Toone (2006). Advances in Enzymology and Related Areas of Molecular Biology, Protein Evolution (Volume 75 изд.). Wiley-Interscience. ISBN 0471205036.
- Branden C; Tooze J. Introduction to Protein Structure. New York, NY: Garland Publishing. ISBN 0-8153-2305-0.
- Irwin H. Segel. Enzyme Kinetics: Behavior and Analysis of Rapid Equilibrium and Steady-State Enzyme Systems (Book 44 изд.). Wiley Classics Library. ISBN 0471303097.

## Spoljašnje veze
- Gluconate+2-dehydrogenase+(acceptor) на 